# Aleksander Nowak
Aleksander Nowak (ur. 1979 w Gliwicach) – polski kompozytor i pedagog, w latach 2011–2020 prezes katowickiego oddziału Związku Kompozytorów Polskich.

## Życiorys
Studiował kompozycję w klasie Aleksandra Lasonia w Akademii Muzycznej im. Karola Szymanowskiego w Katowicach oraz Steve Rouse'a w School of Music University of Louisville (USA).
W 2010 uzyskał stopień naukowy doktora sztuk muzycznych, zaś w 2016 uzyskał habilitację. Jest profesorem nadzwyczajnym a od września 2020 Kierownikiem Katedry Kompozycji i Teorii Muzyki Wydziału Kompozycji, Interpretacji, Edukacji i Jazzu katowickiej Akademii Muzycznej. W 2010 na deskach Opery Narodowej odbyła się premiera jego opery Sudden Rain w reż. Mai Kleczewskiej. W 2015 w Teatrze Wielkim w Poznaniu zaprezentowano jego Space Opere w reż. Eweliny Pietrowiak. W 2018, Nowak zaprezentował szerokiej publiczności, aż trzy nowe utwory. Na festiwalu Sacrum Profanum odbyła się premiera jego opery ahat ilī. siostra bogów do libretta pisarki Olgi Tokarczuk. Następnie podczas koncertu inauguracyjnego Międzynarodowego Festiwalu Muzyki Współczesnej „Warszawska Jesień” – Orkiestra Filharmonii Narodowej pod dyrekcją Johannesa Kalitzke wykonała po raz pierwszy wykonała jego kompozycję Do słów, zaś w październiku na festiwalu Auksodrone w Tychach, orkiestra kameralna Aukso pod dyrekcją Marka Mosia prawykonała utwór La, la, la na głos uwieczniony, amplifikowany kwartet i orkiestrę smyczkową. W roku 2019 festiwal Auksodrone przedstawił premierę utworu Drach. Dramma per musica do libretta Szczepana Twardocha na motywach powieści Drach.
8 stycznia 2019 Aleksander Nowak został laureatem Paszportu „Polityki” w kategorii – muzyka poważna za rok 2018.

## Życie prywatne
Jego młodszym bratem jest muzyk, wokalista i kompozytor Cezary Zenon Nowak, znany jako CeZik.

## Kompozycje

### Opera / dramat
- Pokora. Dramma giocoso (2021)
- Syrena. Melodrama aeterna na solistøw, saksofon, gitarę, fortepian i smyczki (2020)
- Drach. Dramma per musica na solistów, smyczki i looper (2019)
- ahat-ilī – siostra bogów na solistów, chór, blachę, perkusję,smyczki i syntezator (2018)
- Space Opera na solistów, chór i orkiestrę (2014)
- Spoon River na solistów i wideo (2013)
- Sudden Rain na solistów, chór i orkiestrę kameralną (2008)

### Orkiestra / zespół
- I Symfonia „Prawda?” na wielką orkiestrę symfoniczną (2019)
- COLUS na saksofon sopranowy i orkiestrę kameralną (2019)
- LA LA LA na głos uwieczniony, amplifikowany kwartet  i smyczki (2018)
- do słów na chór i orkiestrę (2018)
- NANINANA na rhodes piano i smyczki w dwóch grupach (2014)
- Dziennik zapełniony w połowie na wiolonczelę, perkusję i smyczki (2013)
- Ciemnowłosa dziewczyna w czarnym sportowym samochodzie na orkiestrę kameralną (2009)
- Król Kosmosu znika. Koncert na orkiestrę, nici i fortepian (2009)
- Last Days of Wanda B. na orkiestrę smyczkową (2007)
- Fiddler’s Green and White Savannas Never More na głosy męskie i orkiestrę kameralną (2006)

### Kameralne / solowe
- III Kwartet smyczkowy (2020)
- Sturm und Frieden na fortepian (2019)
- Trzy wezwania na carillon (2019)
- Sonata w trzech nastrojach na skrzypce i gitarę (2015)
- II Kwartet smyczkowy (2012)
- Satin na wiolonczelę i akordeon (2011)
- Ulica Spokojna 3 na 8 wiolonczel (2010)
- I Kwartet smyczkowy (2009)
- Sonata June-December na skrzypce i fortepian (2005)